# رزق (سربیشه)
رزق، روستایی است از توابع بخش مود شهرستان سربیشه در استان خراسان جنوبی ایران.

## جمعیت
این روستا در دهستان نهارجان  قرار داشته و براساس آخرین سرشماری مرکز آمار ایران که در سال ۱۳۸۵ صورت گرفته، جمعیت آن  191نفر (71خانوار) بوده‌است.

## موقعیت
این روستا از روستاهای تاریخی است که تاریخ آن به قبل از اسلام بر می گرددونشانه آن قبرستان زرتشتی‌ها یا گبرها می‌باشد  و قلعه بجای مانده در روی کوه بین ده و تگدره حسین.جمعیت این روستا بیشتر از مهاجران دهات اطراف مانند قوزگ-نیگ-سیاهدره-یوسفو-تگدره و ...می باشد.